# Polochridium eoum
Polochridium eoum — вид ос-сапиг из подсемейства Sapyginae (Sapygidae). Единственный вид рода Polochridium.

## Распространение
Дальний Восток. Южное Приморье (Уссурийский заповедник, заповедник «Кедровая падь»). Полуостров Корея. Северный Китай.

## Описание
Длина тела 8—11 мм. Тело чёрное с желтоватыми пятнами. Бока заднегруди с блестящим участком, лишённом пунктированной скульптуры. Усики самцов и самок нитевидные, не утолщенные. 3—11-й членики усика самца имеют снизу продолговатые углубления. Средние лапки имеют удлинённый основной членик, который по длине превосходит 2—4-й членики вместе взятые. 